# Ercole Lertua
Ercole Lertua (Piacenza, 1897 – Roncaglia, 1924) è stato un attivista italiano.

## Biografia
Mutilato di guerra, fu componente delle squadre fasciste di Bernardo Barbiellini Amidei. Partecipò a varie azioni squadriste tra cui l'attacco alla cooperativa socialista di Via Taverna in cui morì un antifascista.
Passato alla squadra fascista "Vandea" di Giovanni Mosconi, opposta a quella di Barbiellini Amidei e a conoscenza di informazioni compromettenti sul suo ex-capo, viene ucciso in un agguato da 5 squadristi appartenenti alla fazione di Barbiellini.
Nonostante piena confessione i 5 squadristi (Guido Bavagnoli, Emilio Bassi, Alberto Bosi, Pietro Fraschini e Paolo Rossi) vennero condannati a pene minime.